# Zaprúdne
Zaprúdne (en (ucraïnès): Запрудне) és un poble de la República Autònoma de Crimea a Ucraïna, que el 2014 tenia 788 habitants. Pertany al districte rural d'Aluixta.